# 大奥山卢氏墓地
大奥山卢氏墓地，位于中国广东省肇庆市四会市龙甫镇龙头新寨大奥山脚，始建于明代，1993年重修。卢氏墓地坐东北向西南，占地面积30平方米，包括卢宅仁进士墓及卢福夫妇墓。1986年12月，公布为四会县第一批文物保护单位。